# Rock'n Roll (film, 1978)
Pour les articles homonymes, voir Rock 'n' roll (homonymie).
Pour plus de détails, voir Fiche technique et Distribution.
Rock'n Roll est une comédie romantique et musicale italienne réalisée par Vittorio De Sisti et sortie en 1978.

## Synopsis
Ornella et Rodolfo sont un jeune couple qui adore participer à des concours de danse rock 'n' roll. Jalouse du comportement de son compagnon avec ses amis danseurs, dont l'un est atteint d'un trouble psychique, elle veut le quitter. La chance de gagner ensemble un titre convoité la fera renoncer.

## Fiche technique
- Titre original italien et français : Rock'n Roll[1],[2]
- Réalisateur : Vittorio De Sisti
- Scénario : Galliano Juso (it), Augusto Caminito, Vittorio De Sisti
- Photographie : Giovanni Ciarlo
- Montage : Daniele Alabiso (it)
- Musique : B.C. Corporation
- Décors : Claudio Cinini (it)
- Production : Galliano Juso
- Sociétés de production : Cinemaster
- Pays de production :  Italie
- Langue originale : italien
- Format : Couleurs par Eastmancolor - 1,85:1 - Son mono - 35 mm
- Durée : 105 minutes
- Genre : comédie romantique et musicale
- Dates de sortie :
  - Italie : 1978
  - France : 16 mai 1979

## Distribution
- Rodolfo Banchelli (it) : Rodolfo
- Sara Bicicca : Ornella
- Wolfango Soldati : Alfredo l'Américain
- Carlo Monni Chico Molinari
- Macha Méril : Annalisa
- Leo Gullotta : gardien de nuit
- Roberto Posse (it) : le blond
- Antonella Munari
- Giancarlo Puglisi : Donato
- Eugenio Masciari (it)
- Giuseppe Pennese : le professeur de danse
- Mauro Frittella
- Anna Cardini (it) : l'Américaine
- Barbara Herrera (it)
- Giuliano Sestili (it)
- Giorgio Montana
- Jessica Leri

## Bande originale
1. Little Richard – Tutti Frutti
2. Little Richard – Old my Sol
3. Little Richard – Midnight Special
4. Darts – Daddy Cool
5. Ayxzteca – Fantasy Rock
6. Bill Haley & His Comets – Rock Around the Clock